# Lista de episódios de Hashtag
Esta é uma lista de episódios da comédia portuguesa #Hashtag:

## Visão Geral
| Temp. | Temp. | Episódios | Transmissão Original   | Transmissão Original   | Dia da Semana   | Audiências (média dos episódios) | Elenco principal |
| Temp. | Temp. | Episódios | Estreia de Temp.       | Final de Temp.         | Dia da Semana   | Audiências (média dos episódios) | Elenco principal |
| ----- | ----- | --------- | ---------------------- | ---------------------- | --------------- | -------------------------------- | ---------------- |
|       | 1     | 8         | 21 de dezembro de 2015 | 30 de dezembro de 2015 | Segunda - Sexta | -                                |                  |

## 1ª Temporada
| 1 | #LIKES              | 21 de dezembro de 2015 | - |  |  |
| Gostar ou não gostar, eis a questão. A questão de ter tempo para gastar em “gostos”, para dizer que gostas de alguém, do que o teu amigo come, vomita, do que o teu irmão ouve, do que a tua prima escreve, critica, do que a tua BFF (best friend forever) gosta. Ou simplesmente pelo gosto da cusquisse, o gossip puro e duro. Este é o hashtag likes. Convidados adolescentes: Bruno Pereira, Débora Pinto, Jennifer Azevedo, Tiago Gonçalves Convidado especialista: Tânia Leão Convidado especial: Agir |                     |                        |   |  |  |
| |                     |                        |   |  |  |
| 2 | #KnowYourself       | 22 de dezembro de 2015 | - |  |  |
| Quem sou eu? A juventude é o início da descoberta. Do eu, dos outros e do mundo. O desejo do autoconhecimento e do autodesenvolvimento surge na adolescência. Pela primeira vez na vida, a consciência torna-se pessoal, a responsabilidade de pensar e saber o que se pensa ocupa-nos 24/7. É aqui que o tempo passa a correr. Crescemos, desenvolvemo-nos e num piscar de olhos, somos outra pessoa. Conhecer-nos física e psicologicamente faz parte do processo natural do ser humano. A ver-nos ao espelho aprendemos a olhar para os outros. Convidados adolescentes: Luís Filipe Rodrigues, Jorge Viana, Ana Malheiro, Rafaela Costa Convidado especialista: Gisela Borges Convidado especial: Blaya |                     |                        |   |  |  |
| |                     |                        |   |  |  |
| 3 | #FirstWorldProblems | 23 de dezembro de 2015 | - |  |  |
| Aquele momento em que metes a mão no bolso e não encontras o teu telemóvel, quando a internet não funciona ou aquela seca que a tua mãe te dá para comeres a sopa toda, porque há quem não tenha sopa para comer. Sabes? Problemas de primeiro mundo. Get real, dude! Convidados adolescentes: Heitor Nunes, João e Júlio Leça, Rute e Luciana Pereira, Maria Francisca Novais Convidado especialista: Tânia Leão Convidado especial: David Carreira |                     |                        |   |  |  |
| |                     |                        |   |  |  |
| 4 | #Games4Life         | 24 de dezembro de 2015 | - |  |  |
| Pixéis hiperativos e polegares dormentes. Uma pastilha elástica com sabor a divagação e um toque de análise, este é o hashtag Games 4 Life. Convidados adolescentes: Luis Filipe Rodrigues, Maria Francisca Novais, Flávio Aphaule, Inês Rato Convidado especialista: Nuno Pangaio Convidado especial: Tiagovski = Ladrão de PaySafe Cards ... |                     |                        |   |  |  |
| |                     |                        |   |  |  |
| 5 | #420                | 25 de dezembro de 2015 | - |  |  |
| É ilegal. É verde. É uma cena. Uns dizem que 420 é um código místico que desbloqueia a risada, outros dizem que é uma ilusão dos hippies. No #420 vamos tentar perceber o que é. Encosta-te, abre bem os olhos porque a viagem vai começar. Convidados adolescentes: Heitor Nunes, Ana Malheiro, Lucas Oliveira, Margarida Abreu Convidado especialista: Filipe Viero Convidado especial: Nurb |                     |                        |   |  |  |
| |                     |                        |   |  |  |
| 6 | #SeTeFazFeliz       | 28 de dezembro de 2015 | - |  |  |
| Não somos todos iguais mas gostamos todos do mesmo: de amor. O que faz de um adolescente autêntico, pouco tem que ver com a sua identidade de género e, o mundo mudou. Convidados adolescentes: Diogo Pinto, Margaria Abreu, Bruno Pereira, Inês Rato Convidado especialista: Gisela Borges Convidado especial: Kiko Is Hot |                     |                        |   |  |  |
| |                     |                        |   |  |  |
| 7 | #BffsAndBromance    | 29 de dezembro de 2015 | - |  |  |
| Aquele amigo que sabe sempre o que dizer, aquela amiga que te topa à primeira, o bro que nunca te deixa ficar mal. Os amigos são a família que nos deixam escolher, por isso vamos falar deles e como tudo é mais fixe quando estão contigo. Os BFF nunca falham e por isso é que são para sempre. Convidados adolescentes: João e Júlio Leça, Jennifer Azevedo, Tiago Gonçalves, Beatriz Abreu Convidado especialista: Filipe Viero Convidado especial: Mariana Pacheco |                     |                        |   |  |  |
| |                     |                        |   |  |  |
| 8 | #PrimeiraVez        | 30 de dezembro de 2015 | - |  |  |
| Quando é que foi a última vez que fizeste algo pela primeira vez? Só se tem uma oportunidade, mas o que é que acontece depois? Convidados adolescentes: Beatriz Abreu, Débora Pinto, Jorge Viana, Diogo Pinto Convidado especialista: Nuno Pangaio Convidado especial: Marta Bateira |                     |                        |   |  |  |